# Euphlyctis jaladhara
Euphlyctis jaladhara — вид жаб родини Dicroglossidae. Описаний у 2022 році.

## Назва
Видова назва jaladhara походить з санскриту та означає «водойма». Новий вид розглядається як символ прісноводних ресурсів, оскільки цю жабу можна побачити плаваючою на поверхні прісноводних ставків / струмків як вдень, так і вночі.

## Поширення
Ендемік Індії. Поширений у Пташиному заповіднику Таттекад на півдні штату Керала.